# Zaharije Orfelin
Zaharije Orfelin (szerbül: Захаријe Орфелин; Vukovár, 1726. – Újvidék, 1785. június 19.) szerb író, festő és rézmetsző.

## Élete
Eredetileg Stephanovics volt a családi neve, midőn azonban egy ideig tanító volt és sorsa rosszra fordult, Orphelin nevet (Orpheus és Linus nevekből) vett fel. Később írnok volt Nenadovics Pál karlóczai érsekmetropolita irodájában. Innét Velencébe ment, ahol szláv-szerb irodalmi társaságot alapított. Végül a festészetre és rézmetszésre adta magát és a bécsi festészeti és művészeti akadémia tagja volt, amint ez az 1774-ben Karlócán rézbe metszett térképén olvasható. Szorgalmas, fáradhatatlan író volt.

## Művei
- Kratkoje nastavlenije… 1757. (A szinodusról való írás).
- Oda. Velence, 1763. (Óda Jézushoz).
- Istoria o žesiji i slavnich' dělach' Imperatora Petra velikago… Velencze, 1762. (Nagy Péter cár élete és viselt dolgai).
- Kratkoje nastavlenije. Velence, 1763. (A hét szentségről való tanítás).
- Sětovanije. Velence, 1764. (A fiatal ember gondozása. Fordítás oroszból).
- Latinskij Bukvar. Velence; 1766. (Latin ábécéskönyv).
- Slaveno-Serbskij Magazin, to jest Sobranije raznich Sočinenij i Prevodov k' polzje j uveseleniju slusasčich' Tom. pervíj čast I. Velence, 1767. (Szlav-szerb Promtuarium, az az különböző hasznos fordított cikkek gyűjteménye I. kötet. 1. rész.).
- Pervije Načatki Latinskago jazyka, to jest M. Joanna Penisa Donati Christophora Cellaria menši Lexicon. Velence, 1767. (A latin nyelv elemei Donatus és Cellarius szerint.)
- Novješija Slavenskija Propisi radi polzi i upotreblenija Serbskago Iunošestva, v Karlovje Sremskom 1774. (Szláv minták a szerb ifjúság számára. Karlovic.)
- Pervoje Učenje hotjaščim učitisja knig pismenij Slawenskimi, nazivajemoje Bukvar. Velence, 1776. (A szláv nyelv elemei.)
- Generalnaja Karta. Karlóca, 1774. (Oroszország térképe.)
- Večnyj Kalendar. Bécs, 1783. (Örökös naptár.)
- Iskusnij podrumar. Bécs, 1783. (Az okos szőllősgazda.).
- Sědm stepenej. Buda; 1799. (A bölcseség két lépcsője.)
- Kniga protiv papstva… (A pápaság ellen írott könyv).
- Traktat' o Jedinstvje cerkvej… (Az egyházak egyesüléséről értekezés.)

Kézirati munkái Karlócán vannak.